# HKUD Perušić
Hrvatsko kulturno umjetničko društvo Perušić (skraćeno: HKUD Perušić) utemeljeno je 1948. godine, tada pod nazivom "Juka Kolak". Njeguje očuvanje kulturne i folklorne tradicije ličkoga kraja.
Danas društvo broji oko 75 članova od najmlađe do najstarije dobi, koji djeluju u tamburaškoj i folklornoj sekciji. Imalo zapažene nastupe na raznim kulturnim manifestacijama poput Međunarodne smotre folklora u Zagrebu, brojne nastupe u Njemačkoj i Austriji, kao i smotrama folklora na svim razinama u Republici Hrvatskoj.
Svake godine organizira se priredba „Ide jesen, ide novo prelo“ u Društvenom domu u Perušiću, kada se uz njihove nastupe mogu vidjeti i nastupi drugih KUD-a iz Hrvatske i susjednih zemalja. 